# Чемпіонат УРСР з легкої атлетики 1986
Чемпіонат УРСР з легкої атлетики 1986 серед дорослих був проведений 27-29 червня на стадіоні «Метеор» у Дніпропетровську.
Республіканські чемпіонати з інших дисциплін легкої атлетики були проведені окремо.

## Призери основного чемпіонату

### Чоловіки
| Дисципліни                | Золото                                                                            | Золото   | Срібло                             | Срібло   | Бронза                                     | Бронза   |
| ------------------------- | --------------------------------------------------------------------------------- | -------- | ---------------------------------- | -------- | ------------------------------------------ | -------- |
| 100 метрів                | Олександр Пуговкін Ворошиловградська обл.                                         | 10,3h    |                                    |          |                                            |          |
| 200 метрів                | Дмитро Ваняікін Київ                                                              | 21,2h    |                                    |          |                                            |          |
| 400 метрів                | Василь Ярощук Дніпропетровська обл.                                               | 47,4h    |                                    |          |                                            |          |
| 800 метрів                | Володимир Самоленко Запорізька обл.                                               | 1.48,6h  |                                    |          |                                            |          |
| 1500 метрів               | Володимир Самоленко Запорізька обл.                                               | 3.43,0h  |                                    |          | Микола Войнаренко Хмельницька обл.         | 3.46,2h  |
| 5000 метрів               | Анатолій Крохмалюк Вінницька обл.                                                 | 14.07,0h |                                    |          | Сергій Антоненко Дніпропетровська обл.     | 14.10,5h |
| 10000 метрів              | Олександр Мокринський Кримська обл.                                               | 29.27,2h | Валерій Соловей Київ               | 29.30,0h | Микола Ніколаєнко Дніпропетровська обл.    | 29.32,2h |
| 110 метрів з бар'єрами    | Сергій Красовський Київ                                                           | 13,8h    |                                    |          |                                            |          |
| 400 метрів з бар'єрами    | Олександр Чешко Київська обл.                                                     | 51,0h    |                                    |          |                                            |          |
| 3000 метрів з перешкодами | Іван Дану Одеська обл.                                                            | 8.34,0h  | Олександр Загоруйко Вінницька обл. | 8.34,2h  |                                            |          |
| 4×100 метрів              | Харківська обл.Володимир Петренко Олександр Аушев Юрій Григор'єв Михайло Шмигарєв | 41,3h    |                                    |          |                                            |          |
| 4×400 метрів              | Одеська обл.Сергій Григор'єв Віталій Бондар Віктор Сапетченков Д. Міщенко         | 3.09,8h  |                                    |          |                                            |          |
| Стрибки у висоту          | Рудольф Поварніцин Київ                                                           | 2,30     |                                    |          | Сергій Серебрянський Дніпропетровська обл. | 2,25     |
| Стрибки з жердиною        | Роман Барабашов Київська обл.                                                     | 5,00     |                                    |          |                                            |          |
| Стрибки в довжину         | Вадим Кобилянський Харківська обл.                                                | 7,93     |                                    |          |                                            |          |
| Потрійний стрибок         | Григорій Ємець Дніпропетровська обл.                                              | 16,53    |                                    |          | Олександр Малецький Харківська обл.        | 16,46    |
| Штовхання ядра            | Віктор Степанський Рівненська обл.                                                | 20,17    |                                    |          |                                            |          |
| Метання диска             | В'ячеслав Пачин Дніпропетровська обл.                                             | 57,90    |                                    |          |                                            |          |
| Метання молота            | Валерій Решетников Дніпропетровська обл.                                          | 77,02    |                                    |          |                                            |          |
| Метання списа             | Андрій Мазніченко Київ                                                            | 77,96    |                                    |          |                                            |          |

### Жінки
| Дисципліни             | Золото                                                                      | Золото  | Срібло                              | Срібло  | Бронза                             | Бронза   |
| ---------------------- | --------------------------------------------------------------------------- | ------- | ----------------------------------- | ------- | ---------------------------------- | -------- |
| 100 метрів             | Антоніна Настобурко Дніпропетровська обл.                                   | 11,3h   |                                     |         |                                    |          |
| 200 метрів             | Антоніна Настобурко Дніпропетровська обл.                                   | 23,3h   |                                     |         |                                    |          |
| 400 метрів             | Наталія Цирук Київ                                                          | 53,3h   |                                     |         |                                    |          |
| 800 метрів             | Надія Олізаренко Одеська обл.                                               | 2.00,6h |                                     |         |                                    |          |
| 1500 метрів            | Тамара Коба Дніпропетровська обл.                                           | 4.10,0h | Наталія Лагункова Чернігівська обл. | 4.12,5h | Зоя Гервазієва Запорізька обл.     | 4.15,7h  |
| 3000 метрів            | Наталія Лагункова Чернігівська обл.                                         | 8.59,5h |                                     |         |                                    |          |
| 5000 метрів            |                                                                             |         |                                     |         | Олена Пластиніна Закарпатська обл. | 16.29,0h |
| 10000 метрів           |                                                                             |         |                                     |         |                                    |          |
| 100 метрів з бар'єрами | Наталія Колованова Харківська обл.                                          | 13,4h   |                                     |         |                                    |          |
| 400 метрів з бар'єрами | Марина Середа Харківська обл.                                               | 55,6h   |                                     |         |                                    |          |
| 4×100 метрів           | Харківська обл.М. Мамліна Наталія Герман Наталія Колованова Олена Насонкіна | 45,0h   |                                     |         |                                    |          |
| 4×400 метрів           | Одеська обл.Ірина Скибинських Аеліта Юрченко Олена Петрова Надія Олізаренко | 3.31,8h |                                     |         |                                    |          |
| Стрибки у висоту       | Марина Дегтяр Одеська обл.                                                  | 1,90    |                                     |         |                                    |          |
| Стрибки в довжину      | Валентина Кравченко Харківська обл.                                         | 6,50    |                                     |         |                                    |          |
| Штовхання ядра         | Людмила Воєвудська Дніпропетровська обл.                                    | 19,65   |                                     |         |                                    |          |
| Метання диска          | Лариса Михальченко Харківська обл.                                          | 60,74   | Надія Житкова Львівська обл.        | 58,92   | Олена Дригота Запорізька обл.      | 57,14    |
| Метання списа          | Ірина Костюченкова Харківська обл.                                          | 60,96   |                                     |         |                                    |          |

## Інші чемпіонати
- Зимовий чемпіонат УРСР з метань був проведений 22-23 січня в Ялті на стадіоні «Авангард».
- Чемпіонат УРСР з легкоатлетичного кросу був проведений 2 лютого в Євпаторії.
- Зимовий чемпіонат УРСР зі спортивної ходьби був проведений 9 лютого в Алушті.
- Основний чемпіонат УРСР зі спортивної ходьби був проведений 11 травня в Херсоні на стадіоні «Кристал».
- Чемпіонат УРСР з легкоатлетичних багатоборств був проведений 12-13 червня в Києві на Республіканському стадіоні.
- Чемпіонат УРСР з марафонського бігу не проводився[джерело?].

### Чоловіки
| Дисципліни                    | Золото                               | Золото     | Срібло                                  | Срібло     | Бронза                         | Бронза     |
| ----------------------------- | ------------------------------------ | ---------- | --------------------------------------- | ---------- | ------------------------------ | ---------- |
| Метання диска (зимовий)       | Сергій Пачин Запорізька обл.         | 58,50      | Василь Петров Ворошиловградська обл.    | 58,10      |                                |            |
| Метання молота (зимовий)      | Ігор Григораш Івано-Франківська обл. | 75,62      |                                         |            |                                |            |
| Метання списа (зимовий)       | Сергій Гаврась Харківська обл.       | 81,76      | Володимир Полішко Дніпропетровська обл. | 80,54      | Андрій Мазніченко Київ         | 80,20      |
| Десятиборство                 | Сергій Попов Дніпропетровська обл.   | 7953h      | Анатолій Газюра Львівська обл.          | 7788h      | Володимир Романов Одеська обл. | 7778h      |
| Ходьба (зимовий)              |                                      |            |                                         |            |                                |            |
| Ходьба 20000 метрів (стадіон) | Володимир Пишко Харківська обл.      | 1:28.42,0h | Сергій Пасько Київ                      | 1:29.00,0h | Володимир Токарєв Сумська обл. | 1:29.25,0h |
| Крос                          |                                      |            |                                         |            |                                |            |

### Жінки
| Дисципліни                             | Золото                                    | Золото   | Срібло                      | Срібло   | Бронза                             | Бронза   |
| -------------------------------------- | ----------------------------------------- | -------- | --------------------------- | -------- | ---------------------------------- | -------- |
| Метання диска (зимовий)                | Людмила Платонова Одеська обл.            | 58,04    |                             |          |                                    |          |
| Метання списа (зимовий)                | Ірина Костюченкова Харківська обл.        | 55,22    |                             |          | Марина Королькова Рівненська обл.  | 53,14    |
| Ходьба 5000 метрів (стадіон) (зимовий) | Лідія Левандовська Івано-Франківська обл. | 22.12,0h | Олена Веремейчук Київ       | 22.23,0h | Наталія Ярошенко Кримська обл.     | 23.01,0h |
| Ходьба 5000 метрів (стадіон)           | Олена Веремейчук Київ                     | 22.25,4h | Раїса Синявіна Сумська обл. | 22.28,6h | Зоя Баурдінова Херсонська обл.     | 22.57,4h |
| Семиборство                            | Тетяна Шпак Донецька обл.                 | 6055h    | Ірина Олійник Одеська обл.  | 5962h    | Віра Юрченко Дніпропетровська обл. | 5792h    |
| Крос                                   |                                           |          |                             |          |                                    |          |